# Afrikaanse beker der kampioenen 1964
De Afrikaanse beker der kampioenen 1964 was de allereerste internationale voetbalbeker voor landskampioenen in Afrika.
14 teams werden in 4 groepen verdeeld. De resultaten zijn niet meer bekend.
Groepswinnaars:
- Noord-, Centraal- en Oost-Afrika: Cotton Factory Club (Ethiopië)
- West-Afrika A: Stade Malien (Mali)
- West-Afrika B: Real Republicans (Ghana)
- Centraal-Afrika: Oryx Douala (Kameroen)

De 4 groepswinnaars gingen naar het finaletoernooi in Ghana.

## Eindronde

### Halve finales
|                 |                  |       |             |                                                  |
| 31 januari 1965 | Real Republicans | 1 – 2 | Oryx Douala | Accra Stadium, Accra, Ghana Toeschouwers: 50.000 |
| 31 januari 1965 |                  |       |             | Accra Stadium, Accra, Ghana Toeschouwers: 50.000 |

|                 |                     |       |              |                                                    |
| 4 februari 1965 | Cotton Factory Club | 1 – 3 | Stade Malien | Sports Stadium, Kumasi, Ghana Toeschouwers: 25.000 |
| 4 februari 1965 |                     |       |              | Sports Stadium, Kumasi, Ghana Toeschouwers: 25.000 |

### Finale
|                 |             |       |              |                                                  |
| 7 februari 1965 | Oryx Douala | 2 – 1 | Stade Malien | Accra Stadium, Accra, Ghana Toeschouwers: 30.000 |
| 7 februari 1965 |             |       |              | Accra Stadium, Accra, Ghana Toeschouwers: 30.000 |